# Natalie Müller-Elmau

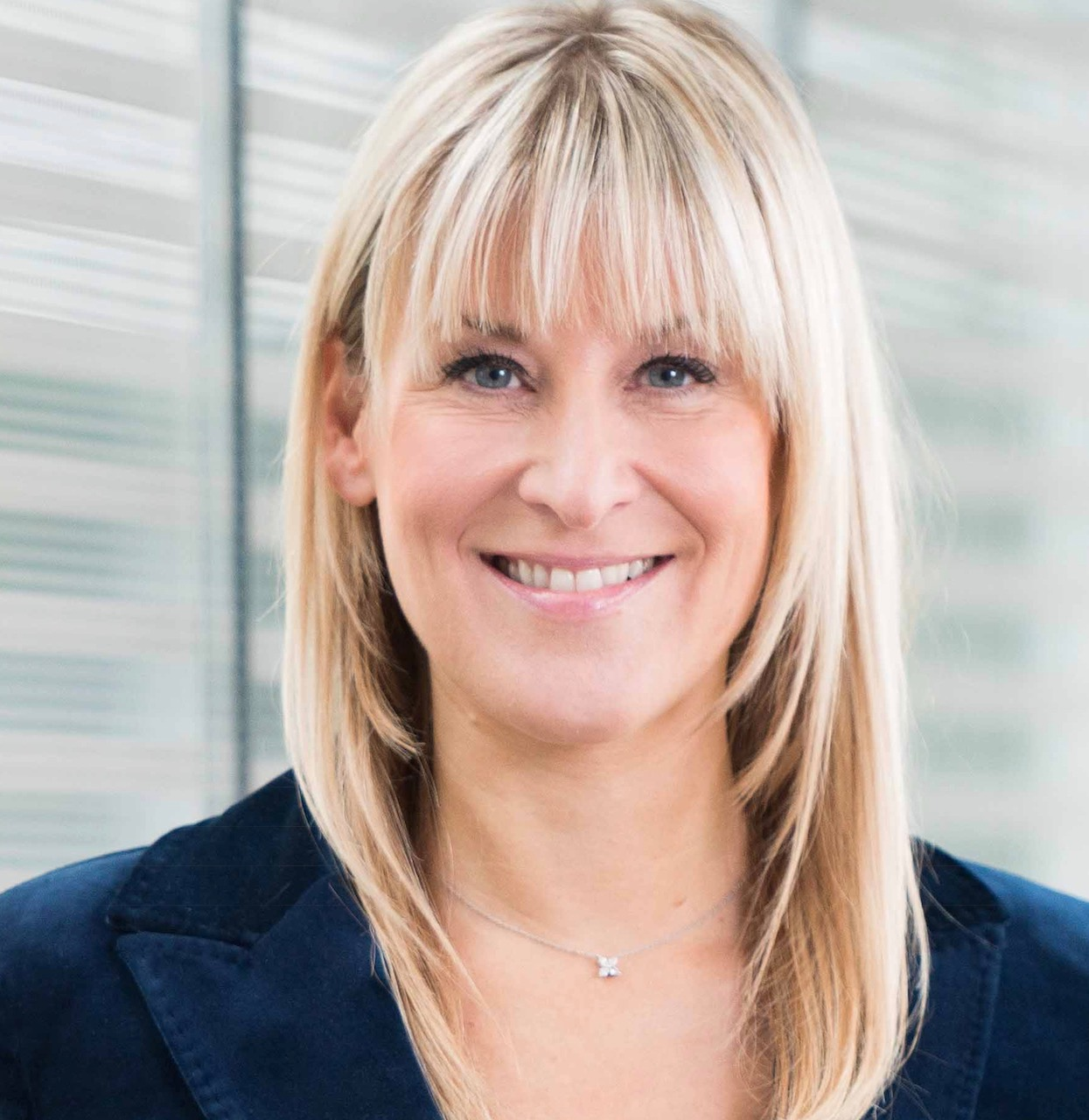
Natalie Müller-Elmau in 2017

Natalie Müller-Elmau (* 20. September 1969 in Düsseldorf) ist eine deutsche Medienmanagerin, Journalistin und Redakteurin.

## Leben
Natalie Müller-Elmau studierte nach dem Abitur in Konstanz an der Johannes Gutenberg-Universität Mainz sowie als DAAD-Stipendiatin am Connecticut College (USA) und als Erasmus-Stipendiatin an der Université de Bourgogne/Dijon (Frankreich) Amerikanistik, Politikwissenschaften und Publizistik. Das Studium schloss sie mit dem Magister Artium ab. Neben ihrem Studium absolvierte sie Hospitanzen und arbeitete als freie Mitarbeiterin für verschiedene Tageszeitungen, Hörfunk, Fernsehen und am Theater.
Natalie Müller-Elmau stammt aus einer Schauspieler-Familie. Sie ist die Tochter von Rosali (geb. Wolf) und des Schauspielers und Regisseurs Markwart Müller-Elmau (* 1937). Ihr Großvater war der Regisseur und Schauspieler Eberhard Müller-Elmau (1905–1995), ihre Großmutter die Opernsängerin Gerda Kuntzsch (1909–2008). Der Schauspieler Raidar Müller-Elmau (1933–2003) war ihr Onkel. Die Schauspielerinnen Katharina Müller-Elmau und Carolin Conrad sind ihre Cousinen, der Regisseur und Bühnenbildner Alexander Müller-Elmau ihr Cousin. Ihre Urgroßeltern waren die Bildhauerin Irene Sattler und der Philosoph Johannes Müller, Gründer von Schloss Elmau.

## Fernsehen
Nach einem Volontariat bei der Deutschen Welle in Köln und Berlin und dem Berufseinstieg als Redakteurin und Moderatorin im deutschen Programm des Senders kam sie 1998 zum ZDF, zunächst als Redakteurin in der Aktualität. Nach weiteren Stationen im ZDF wurde sie Referentin des  ZDF-Programmdirektors  Thomas Bellut. Sie leitete anschließend die Sendereihe Abenteuer Wissen, bevor sie 2008 stellvertretende Hauptredaktionsleiterin Kultur, Geschichte und Wissenschaft wurde und die Zentralredaktion leitete. In dieser Zeit verantwortete sie die Entwicklung von Doku-Reihen für das ZDF-Hauptprogramm wie Projekt Hühnerhof mit Dirk Steffens, für ZDFneo und Bildungsinhalte für FUNK wie die musstewissen Youtube-Kanäle u.a mit Mai Thi Nguyen-Kim und Mirko Drotschmann. Seit 2018 steht sie an der Spitze des Kultur- und Wissenschaftssenders 3sat als Koordinatorin. Unter ihrer Leitung hat 3sat einen Modernisierungs- und Profilierungsprozess eingeleitet.

## Schriften
- Der amerikanische Melting-Pot Mythos als Modell nationaler Identität. Magisterarbeit, Johannes Gutenberg-Universität Mainz, 1995. (DNB 1117520463)